# 海南沟蜷
海南沟蜷（学名：Sulcospira hainanensis）是中国的特有物种。分布于广东、海南、香港等地，多生活于水流急、水质清沏以及底为卵石的河流中。
其种加词“hainanensis”意为“海南的”。